# Gura Vitioarei
Gura Vitioarei község és falu Prahova megyében, Munténiában, Romániában.  A hozzá tartozó települések: Bughea de Jos, Făgetu, Fundeni és Poiana Copăceni.

## Fekvése
A megye középső részén található, a megyeszékhelytől, Ploieștitől, huszonnyolc kilométerre északra, a Teleajen folyó valamint a Bughea és Vitioara patakok mentén, a Szubkárpátok dombjai között.

## Történelem
A 19. század végén a község Prahova megye Teleajen járásához tartozott és egyetlen faluból, Gura Vitioarei-ből állt. Ebben az időszakban a községnek iskolája nem volt, egyetlen temploma a Mislea kolostor alapjaira épült.
- Az 1783-ban létrejött Poiana-Copăceni falu ekkor Poiana-Copaciului néven Opăriți község része volt, lakossága 307 fő volt.
- Bughea de Jos falu Bughiile község központja volt, a faluban állt egy iskola, mely 1890-ben nyitotta meg kapuit. Ezen kívül Bughea de Jos-nak volt egy vízimalma a Bughea patakon valamint egy 1813-ban felszentelt, Damian és Steliana din Vălenii de Munte által építtetett temploma.
- Scăioși (a mai Făgetu) és Fundeni falvak Scăioși községet alkották, összesen 992 lakossal. Ezen községnek volt egy vízimalma a Teleajen folyón, egy iskolája továbbá két temploma, egy Scăioși faluban, melyet 1801-ben a Filipescu család építtetett, valamint egy Fundeni faluban, melyet apátok alapítottak.

1925-ös évkönyv szerint Gura Vitioarei-nek 1033 lakosa volt, Bughiile községnek 1059, Scăioși községnek pedig 2390.
1950-ben közigazgatási átszervezés alapján, a Prahova-i régió Teleajen rajonjához kerültek, majd 1952-ben a Ploiești régióhoz csatolták őket.
1964-ben Scăioși falu felvette a Făgetul nevet.
1968-ban ismét megyerendszert vezettek be az országban, Gura Vitioarei az újból létrehozott Prahova megye része lett. Ekkor került az irányítása alá Fundeni és Făgetu a megszüntetett Scăioși községből, Bughea de Jos a felszámolit Bughiilea községből, valamint Poiana-Copăceni falva, az ugyancsak megszüntetett Opăriți községből.

## Lakossága
| Nemzetiségek | 2002 | 2002   |
| ------------ | ---- | ------ |
| Románok      | 6022 | 99,37% |
| Romák        | 38   | 0,62%  |
| Olaszok      | 3    | 0,01%  |
| Összesen     | 6061 | 100,0% |